# Karkusaari (ö i Norra Karelen, Pielisen Karjala)
Karkusaari är en ö i Finland. Den ligger i sjön Ylä-Valtimojärvi och i kommunen Valtimo i den ekonomiska regionen  Pielinen-Karelen  och landskapet Norra Karelen, i den centrala delen av landet, 400 km nordost om huvudstaden Helsingfors. Öns area är 2,2 hektar och dess största längd är 230 meter i nord-sydlig riktning.